# Polypedilum sparganii
Polypedilum sparganii är en tvåvingeart som först beskrevs av Jean-Jacques Kieffer 1913.  Polypedilum sparganii ingår i släktet Polypedilum och familjen fjädermyggor.
Artens utbredningsområde är Tyskland. Inga underarter finns listade i Catalogue of Life.